# Supreme Majesty
Supreme Majesty és un grup de power metal de Suècia.

## Discografia
- Divine Enigma (M-CD) (1999)
- Tales of a tragic kingdom (2001)
- Danger (2003)
- Elements of Creation (2005)